# Ingrid Syrstad Engen
Ingrid Syrstad Engen (Melhus, 29 april 1998) is een Noorse voetbalster die onder contract staat bij OL Lyonnes en uitkomt voor het nationale damesteam van Noorwegen.

## Voetbalcarrière

### Club
Engen begon haar carrière bij SK Trondheims-Ørn. Na de Toppserien van 2016 verwierp ze aanbiedingen van andere clubs om haar contract bij Trondheims-Ørn te verlengen.
Nadat ze naar LSK Kvinner was verhuisd en hen had geholpen een League- en Cup- dubbel te behalen, tekende ze in december 2018 bij de Duitse kampioen VfL Wolfsburg. Als onderdeel van de deal stemde ze in met een terugkeer naar LSK op uitleenbasis voor de eerste helft van het seizoen 2019.
Op 6 juli 2021 tekende Engen een tweejarig contract bij FC Barcelona.
In 2025 tekende Engen een tweejarig contract bij het Franse OL Lyonnes.

### Interlandcarrière
Engen werd voor het eerst opgeroepen in de selectie van het nationale damesteam van Noorwegen tijdens de Algarve Cup van 2018. Ze won haar eerste interlandwedstrijd in de openingswedstrijd, een 4-3 overwinning tegen Australië in Albufeira.
In september 2018 scoorde Engen in een 2-1 overwinning op Nederland in de WK-kwalificatie. Het gevolg hiervan was dat Noorwegen zich kwalificeerde voor het eindtoernooi in Frankrijk. Ze werd geprezen door teamcoach Martin Sjögren: "Ze is pas 20 jaar oud maar lijkt al 10 jaar internationaal voetbal te hebben gespeeld".

## Speelstijl
Engen speelt meestal als een box-to-box middenvelder of "nummer 8" positie als centrale middenvelder dichter bij de rechterkant van het veld.

## Statistieken
Vanaf 6 maart 2021
| Club                 | Seizoen         | Divisie           | Liga | Liga   | Kop  | Kop    | Continentaal | Continentaal | Totaal | Totaal |
| Club                 | Seizoen         | Divisie           | Apps | Doelen | Apps | Doelen | Apps         | Doelen       | Apps   | Doelen |
| -------------------- | --------------- | ----------------- | ---- | ------ | ---- | ------ | ------------ | ------------ | ------ | ------ |
| Trondheims-Ørn       | 2014            | Toppserien        | 3    | 0      | 1    | 0      | -            | -            | 4      | 0      |
| Trondheims-Ørn       | 2015            | Toppserien        | 16   | 1      | 3    | 0      | -            | -            | 19     | 1      |
| Trondheims-Ørn       | 2016            | Toppserien        | 21   | 1      | 3    | 1      | -            | -            | 24     | 2      |
| Trondheims-Ørn       | 2017            | Toppserien        | 22   | 0      | 2    | 1      | -            | -            | 24     | 1      |
| Trondheims-Ørn       | Totaal          | Totaal            | 62   | 2      | 9    | 2      |              |              | 71     | 4      |
| LSK Kvinner          | 2018            | Toppserien        | 22   | 2      | 4    | 1      | 4            | 0            | 30     | 3      |
| LSK Kvinner (lening) | 2019            | Toppserien        | 9    | 2      | 1    | 0      | 2            | 0            | 12     | 2      |
| LSK Kvinner (lening) | Totaal          | Totaal            | 31   | 4      | 5    | 1      | 6            | 0            | 42     | 5      |
| Wolfsburg            | 2019-2020       | Frauen-Bundesliga | 21   | 3      | 4    | 0      | 7            | 2            | 32     | 5      |
| Wolfsburg            | 2020-21         | Frauen-Bundesliga | 13   | 1      | 2    | 0      | 3            | 0            | 18     | 1      |
| Wolfsburg            | Totaal          | Totaal            | 34   | 4      | 6    | 0      | 10           | 2            | 50     | 6      |
| Carrière totaal      | Carrière totaal | Carrière totaal   | 127  | 10     | 20   | 3      | 16           | 2            | 163    | 15     |

## Onderscheidingen

### Clubs
LSK Kvinner FK
- Toppserien: Toppserien 2018
- Noorse Damesbeker: 2018

VfL Wolfsburg
- Frauen-Bundesliga: 2019-2020
- DFB-Pokal Frauen: 2019-2020

### Internationale
- Algarve Cup: 2019